# Joe Gebbia
Joseph Gebbia Jr. (Atlanta, 21 agosto 1981) è un imprenditore e designer statunitense, cofondatore di Airbnb.

## Biografia
Figlio di Eileen e Joe Gebbia. Cresciuto a Lawrenceville, ha una sorella di nome Kimberly. Durante l'infanzia ha praticato sport, musica ed arte. Ha svolto diversi lavori tra cui quello di raccattapalle per gli Atlanta Hawks.
Gebbia ha frequentato la scuola superiore a Brookwood Snellville, nella contea di Gwinnett. Si è laureato nel 2005 presso la Rhode Island School of Design (RISD) a Providence, dove ha conseguito una Laurea in Belle Arti in Graphic Design e Design Industriale. Fu al RISD che conobbe Brian Chesky, che sarebbe poi diventato il suo compagno di stanza e co-fondatore di Airbnb. Gebbia ha completato i suoi studi presso il RISD con corsi di business presso la Brown University e il Massachusetts Institute of Technology (MIT).